# 全球地表静化
全球地表静化 (英文：Global terrestrial stilling) ，指 1980 年到 2010 年期间，在地球的地表附近观测到的风速下降。近地面风速下降主要影响南北半球的中纬度地区。全球平均风速以 -0.140 m/s•dec−1 的速度递减 (即每10年下降0.1米每秒的风速)，过去五十年间下降幅度达5%至15%。高纬度地区 (纬度> 75°) 则呈现风速上升趋势。 与陆地表面观测到的风力减弱相反，海洋区域的风力呈现增强趋势。 然而，自 2010 年前后开始，风速的下降趋势在部分区域出现了逆转。
地表静化的真正原因尚无定论，其主要的因素有两个：
1. 大气环流在较大尺度上的变化。
2. 因为森林生长、 土地利用变化及城市化等因素导致的地表粗糙度增加。

由于气候变化，地表静化目前已成为社会关注的潜在问题，因为它不仅会影响到风力发电、农业、水文和生态环境，还与灾害、空气质量和人类健康等众多领域密切相关。

## 原因
地表静化的原因尚无定论。它可能是由于多种因素同时相互作用，且这些因素可能随空间和时间而变化。
科学家指出，影响风速减缓的主要原因包括：
1. 地表粗糙度增加（如森林生长、土地利用变化和城市化）。在气象站附近，类似风速计的测量仪器会增强空气流动时遇到的摩擦力，从而导致低层风速进一步减弱。 [8] [9] [10]
2. 大气环流在较大尺度上的变化。例如哈德利环流向极地扩张[11] ，以及主导近地面风速变化的反气旋和气旋的漂移。 [12] [13] [14]
3. 风速测量方法的变化。比如风速计设备的老化和误差、风速计的技术改进、风速计高度的变化 [15]、测量地点的转移、监测站周围环境的变化、仪器校准时的问题、以及测量时间间隔。 [16]
4. “全球暗化”，由于气溶胶和温室气体浓度增加，使得到达地球表面的太阳辐射量减少，大气趋于稳定，导致风力减弱，地表静化。 [17]

## 影响
地表静化现象的影响具有重要的科学、社会经济及环境意义，涉及大气与海洋动力学及诸多相关领域，包括：
1. 可再生风能[18]
2. 农业和水文[19]
3. 风媒植物物种的迁移 [20]
4. 与风有关的自然灾害 [21]
5. 风暴潮，海浪对海洋和沿海地区的影响 [22]
6. 空气污染物的扩散 [23]

然而，就风能而言，近地表风速观测主要集中在离地 10 米范围内，而风力涡轮机通常位于地表以上 60 至 80 米处，因此该领域仍需更多研究。还需在高海拔地区开展更多研究，这些地区通常被称为"水塔"，是世界淡水供应的主要来源地。  研究表明，高海拔地区的风速下降速度比低海拔地区记录的变化更为显著 而且，已有几篇中国论文证明了青藏高原的这一情况。 